# Canto aquileiese
Il canto aquileiese  o canto patriarchino era un particolare stile di canto liturgico connesso al relativo rito patriarchino, specifico delle diocesi di Aquileia e sue dipendenze.

## Influenza culturale di Aquileia
La colonia di Aquileia fu fondata nell'anno 181 a.C.; grazie alla sua condizione di collegamento fra Italia settentrionale e Balcani e facile collegamento con l'Europa centrale (essendo il porto più settentrionale del Mar Mediterraneo). La città giunse a contare trecentomila abitanti, tanto da diventare le nona città più grande dell'Impero e la quarta dell'Italia romana. Sulle vie del commercio giunse ben presto anche il cristianesimo, che ebbe un notevole impulso con l'opera di pensatori quali san Girolamo, sant’Eliodoro, Rufino e san Nepoziano. A conferma dell'importanza raggiunta, anche in ambito religioso, ad Aquileia si tenne nel 381 un concilio.

## Origine del canto patriarchino
Il rito ed il canto propri del patriarcato di Aquileia si devono alla rielaborazione locale di due influssi, un primo orientale ed un secondo occidentale. Nel territorio di Aquileia nel corso del VII secolo sono attestate tre specie di liturgie, in particolare, oltre al rito benedettino ed ambrosiano:
San Cromazio, vescovo della città, svolse infatti un'intensa opera teologica ed era in contatto con Rufino e san Girolamo, insediati in quel periodo in Palestina. Ad ulteriore riprova della discendenza orientale del rito patriarchino, San Giovanni Cassiano, riferisce che "in tutto l'Egitto ed in tutta la Tebaide si recitano dodici salmi sia nelle ore vespertine, come nelle solennità notturne, seguiti da due lezioni, una dell'Antico ed una del Nuovo Testamento”. la liturgia adottata ad Aquileia da San Cromazio sino a San Paolino era quindi la stessa usata in Tebaide ed in Egitto. Sant'Ambrogio scrisse poi, proprio in occasione del concilio ad Aquileia
Il Codex Rehdigeranus attesta infine la presenza di un anno liturgico proprio ad Aquileia, molto simile a quello orientale, specialmente riguardo alle feste del Signore, della Madonna e degli apostoli ed evangelisti.
Durante l'Alto Medioevo il territorio di quello che era ormai divenuto il patriarcato di Aquileia, entrato nell'orbita politica del Sacro Romano Impero, subì l'influenza culturale del monastero benedettino svizzero di San Gallo, tanto che vari patriarchi ne erano stati prima abati; un secondo influsso provenne in quel periodo dall'abbazia di Pomposa, presente nel territorio aquileiese con molti monasteri. Questi influssi sono particolarmente evidenti nei canti processionali, le sequenze, i tropi, i discanti e i drammi sacri . A dimostrazione della vitalità religioso-culturale di Aquileia, Valafrido Strabone testimonia di San Paolino che:

## Influenza sugli altri canti occidentali
Aquileia sviluppò uno stile liturgico e musicale proprio prima di Milano, a riprova della primitiva maggiore influenza aquileiese si nota che i confini della diocesi aquileiese si estesero sino a Monza; la formazione dello stile musicale ambrosiano iniziò poi solo con l'arcivescovo Odelsperto e mentre nel V-VI secolo i rispettivi vescovi si consacrano a vicenda (come riferisce papa Pelagio I), tra il IX e il XII secolo i vescovi milanesi erano scelti tra il clero aquileiese. Da ciò si evince il primato del repertorio liturgico-musicale aquileiese sull'ambrosiano.
Per quanto riguarda il repertorio romano, lo stesso San Girolamo disse che
(San Girolamo, Chronicon, a. 374)
e Cromazio scrisse:
Ciò è confermato dal fatto che lo sviluppo dei repertori romano e aquileiese avvenne in concomitanza con lo scisma dei Tre Capitoli, che si protrasse per circa due secoli ed isolò liturgicamente e politicamente Aquileia da Roma; fu quindi Aquileia ad influire sul repertorio romano e non viceversa.
Per quanto concerne il canone della messa, l'attuale canone romano sarebbe stato introdotto nella liturgia romana dall'Oriente attraverso Aquileia con il tramite Ravenna. Ciò è provato dalla cerimonia della fractio panis: i più antichi esempi si trovano nelle liturgie orientali di San Giacomo e di San Marco. Prima dell'unificazione carolingia, nella liturgia aquileiese esistevano dei canti per la fractio panis, con melodie e testi uguali (in oriente in greco, in occidente in latino), mentre non esistevano canti analoghi né a Roma né a Milano, in quanto essa veniva fatta prima dell'orazione. Tali canti compaiono a Milano solo all'epoca di papa Sergio, il quale introdusse il canto dell'Agnus Dei in luogo confractorium di origini orientali.

## Fine del canto patriarchino
Nonostante il concilio di Trento avesse permesso che i riti antichi di oltre duecento anni potessero continuare, nel sinodo di Udine del 1596 il patriarca Francesco Barbaro abolì il rito aquileiese. Le cronache del tempo ci dicono che il clero "non aveva più tempo per pregare tanto a lungo con i formulari dell'antico e santo rito aquileiese, ma, per lo contrario, aveva tempo perché li preti andassero alla cacciagione, alle bettole e alli scandoli".

## Caratteristiche del canto patriarchino
Lo stile musicale è di tipo semisillabico o neumatico (quando ad ogni sillaba del testo corrispondono piccoli gruppi di note, a differenza dei canti di genere sillabico, quando ad ogni sillaba del testo corrisponde una sola nota, o dei canti di genere melismatico, quando ogni sillaba del testo è fiorita da molte note), che conferisce un andamento solenne, simile ai ritmi orientali. Le musiche sono semplici e differiscono dagli altri repertori italiani sia per i testi sia per la limitata estensione di note.
- I neumi: Documenti quali l’ordo scrutinorum riportato nel T. 27 sup. della biblioteca ambrosiana di Milano dimostrano che il canto patriarchino utilizzava una scrittura neumatica propria.
- I toni: I toni sono precedenti all' octoechos; i toni aquileiesi hanno tante note di cadenza quante sono sillabe, indipendentemente da posizione e numero degli accenti verbali. Le cadenze adottano il triplice cursus di San Girolamo. Da notare che il tritono in forma diretta ed indiretta è ancora utilizzato nelle villotte friulane.
- I tropi: I tropi sono presenti in tutto l'anno liturgico, hanno forma semplice e sillabica con motivi spesso simili a quelli bizantino-orientali (ad esempio le epistole di Pentecoste, di Santo Stefano o il Recordare Virgo Mater).
- Le sequenze: ad Aquileia sono presenti numerose sequenze e sembra che questa forma di componimento sia originaria proprio di Aquileia: San Cesario d'Arles faceva cantare psalmos et hymnos, prosas antiphonasque e le sequenze erano chiamate nei codici aquileiesi proprio prosae; Cesario era in relazione col suo contemporaneo aquileiese che gli fornì psalmos, prosas atque antiphonas. Dall'Oriente la sequenza giunse quindi ad Aquileia verso il V-VI secolo, da qui passò in Gallia presso l'Abbazia di Jumièges e raggiunse poi Notkero.
- Il dramma sacro: Il dramma sacro sembra essere nato ad Aquileia verso il VII-VIII secolo dall'evoluzione dei responsori ed antifone e non nella Francia del XII secolo[9]. Infatti il codice 234 della biblioteca arcivescovile di Udine si apre con il dramma Visitatio sepulchr, mutilo, che presenta neumi primitivi e scrittura precarolina locale che lo farebbero risale al VII e l'VIII secolo. Altri drammi sono il Planctus Mariae, la Annunciatio e la Resurrectio, datati al XI secolo, infatti la melodia è quasi la stessa delle contemporanee Lamentationes, con le forme ritmiche tipiche dell'epoca come si naturale.
- I discanti: Nel corpus aquileiese sono presenti brani monomodali e plurimodali, con modulazioni sia modali sia esacordali, la cui libertà ritmica è tale da mescolare forme da binarie a settenarie.

## Presunta fondazione apostolica della Chiesa di Aquileia
Nessun codice aquileiese fino al XIII secolo cita il proprio per San Marco e al 25 aprile, festa di San Marco, rinviano alla messa di San Giorgio Protexisti (composta nel VII secolo e poi estesa per San Marco ed i martiri). Se San Marco fosse stato ritenuto il fondatore ciò non sarebbe giustificabile, tanto più che la liturgia per i santi è solitamente abbondante. Gli scrittori del III, IV e V secolo come San Girolamo, Rufino, Cromazio, Venanzio Fortunato non hanno poi mai accennato la fondazione apostolica e fu per primo Paolo Diacono a citare tale leggenda. La confusione si è probabilmente generata dal fatto che la liturgia adottata ad Aquileia fosse quella originaria della Tebaide ed Egitto che, come scrive San Giovanni Cassiano "In tutto l'Egitto ed in tutta la Tebaide si adotta un modo di salmeggiare assai antico […]. È vero che all'inizio del cristianesimo erano pochi coloro che si chiamavano monaci, però erano buonissimi. Questi avevano appreso le norme del vivere santamente dall'evangelista Marco, di beata memoria”.